# Seminario Mayor de San Fulgencio
El antiguo Seminario Mayor de San Fulgencio está situado en el casco antiguo de la ciudad de Murcia (Región de Murcia, España), en el entorno de la Catedral de Santa María. Fue una de las principales instituciones docentes de la ciudad y del antiguo Reino de Murcia. Fundado en 1592 por el obispo Sancho Dávila Toledo, hoy día sigue funcionando como seminario mayor de la Diócesis de Cartagena, aunque en otro emplazamiento. 
El inmueble que lo acogió históricamente, construido en el siglo XVIII, actualmente es la sede de la Escuela Superior de Arte Dramático y Danza (ESAD) de Murcia.

## Historia

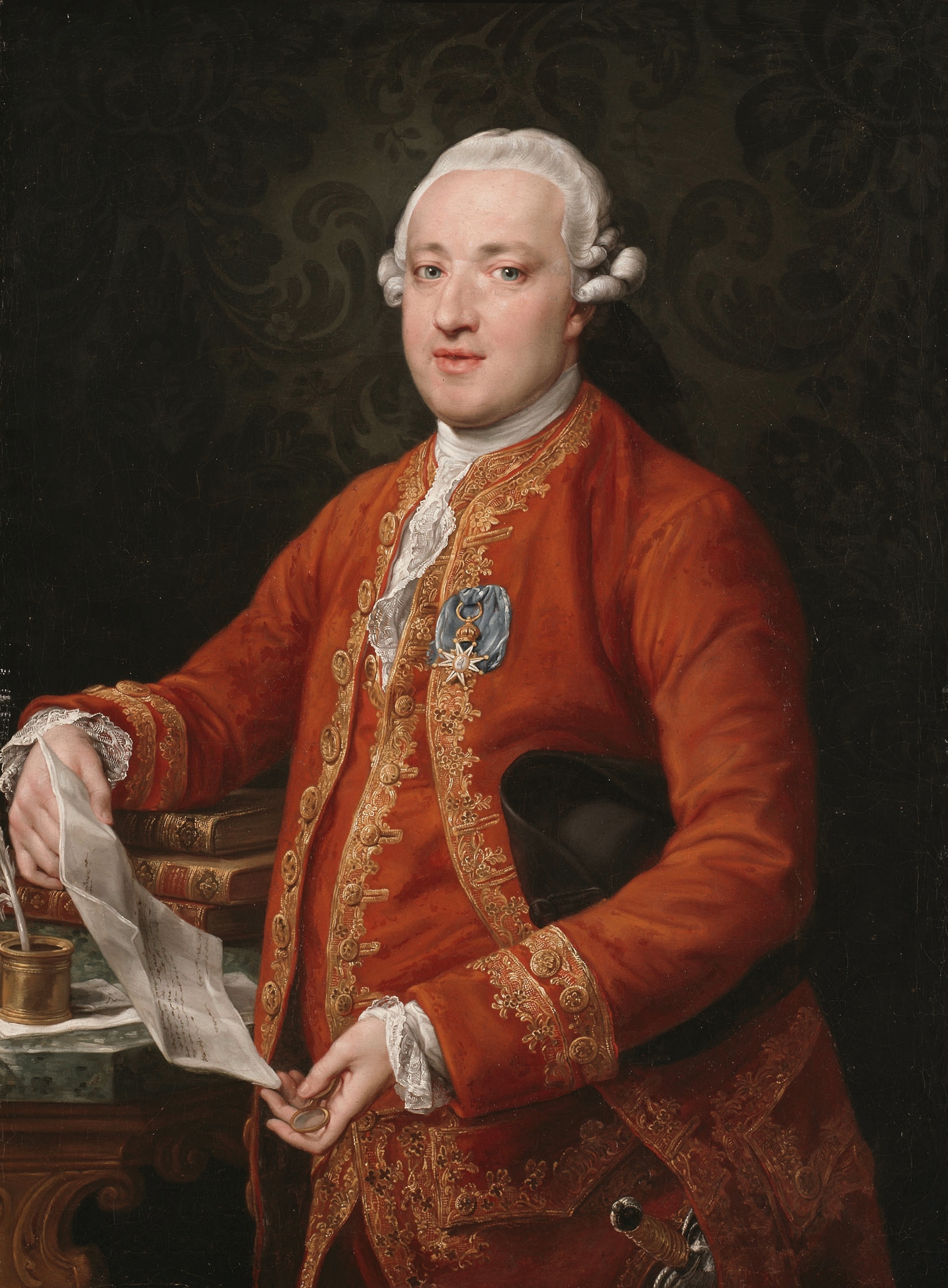
Cuadro del Conde de Floridablanca, por Pompeo Batoni (1776). El estadista y ministro de Carlos III y Carlos IV estudió en el Seminario Mayor de San Fulgencio.

Fundado el 19 de agosto de 1592 por el obispo de la diócesis de Cartagena Sancho Dávila Toledo, siguiendo las recomendaciones del Concilio de Trento. La aprobación definitiva por parte de la Santa Sede llegó el 7 de enero de 1614, de cara a impartir clases de gramática, retórica, teología y moral, convirtiéndose en uno de los centros de enseñanza superior de referencia de la ciudad de Murcia, junto al jesuítico Colegio de San Esteban (fundado en 1555) y el colegio de los dominicos, de origen medieval.
Destacados profesores del centro fueron el escritor murciano Salvador Jacinto Polo de Medina, que llegó a ser rector del mismo en el siglo XVII, y el licenciado Francisco Cascales, una de las voces humanistas más autorizadas de su tiempo.
Durante los primeros años de existencia de esta institución, los problemas de financiación fueron la tónica dominante, hasta que llegado el inicio del siglo XVIII, las reformas introducidas en la diócesis por el Cardenal Belluga permitieron un mejor funcionamiento. En 1741, el cardenal dispuso la creación a su costa de dos cátedras, una de derecho civil y otra de canónico, logrando una preponderancia de enseñanzas jurídicas en el centro. 
El esplendor del Seminario de San Fulgencio llegó con los obispos Diego de Rojas y Contreras y Manuel Rubín de Celis. Durante el episcopado del primero (1753-1772) se concluyó la construcción del actual edificio gracias a la intervención de arquitectos que trabajaban en las obras del Palacio Episcopal como Pedro Pagán; y en el segundo (1773-1784), aprovechando el notable esplendor cultural por el que atravesaba en esos momentos la ciudad de Murcia, se consiguió convertir al Seminario de San Fulgencio en una Universidad al dotarla de cátedras, reformar y mejorar los planes de estudios, aumentar el número de estudiantes y lo que es fundamental, obtener del estado el privilegio de otorgar títulos superiores basándose en la inexistencia de Universidad en el reino de Murcia y abrirlo así a los laicos,
recibiendo también el apoyo del estadista murciano conde de Floridablanca, cuyos estudios preuniversitarios tuvieron lugar en el mismo.
San Fulgencio se convirtió así en el casi único foco de irradiación de la cultura reformista y liberal en la región. De él salieron las primeras generaciones murcianas educadas en el espíritu ilustrado, en ocasiones revolucionario, llamadas a desempeñar un importante papel político durante la centuria siguiente. A finales del XVIII llegó a ser catedrático de filosofía del Seminario uno de sus más eminentes alumnos, el escritor y político liberal (que llegó a ser ministro y presidente de las Cortes durante el Trienio Liberal) Diego Clemencín. 
El inmueble que actualmente se conserva dejó de acoger las aulas del Seminario Mayor en la década de 1970. El Seminario Diocesano se trasladó al por entonces Seminario Menor de San José, que hoy acoge tanto al seminario mayor como al menor de la diócesis de Cartagena.
En el antiguo edificio comenzaron a impartirse clases de la Escuela Superior de Arte Dramático y el Conservatorio Superior de Danza a partir de 1982. Fue objeto de una profunda rehabilitación a comienzos de los años 90.

## Arquitectura
Inmueble situado entre la Plaza de Belluga y la calle Apóstoles, formando un gran conjunto arquitectónico barroco con los edificios del Antiguo Colegio de Teólogos de San Isidoro, la Cárcel Eclesíastica y el Palacio Episcopal de Murcia (cuya construcción fue casi simultánea), enfrente mismo de la Catedral de Santa María.
Tras la profunda reforma interior llevada a cabo en 1993 para acoger las nuevas instalaciones de la Escuela Superior de Arte Dramático y Danza, sólo se conserva de su estructura original las fachadas, la entrada, el pasillo principal y la antigua capilla.

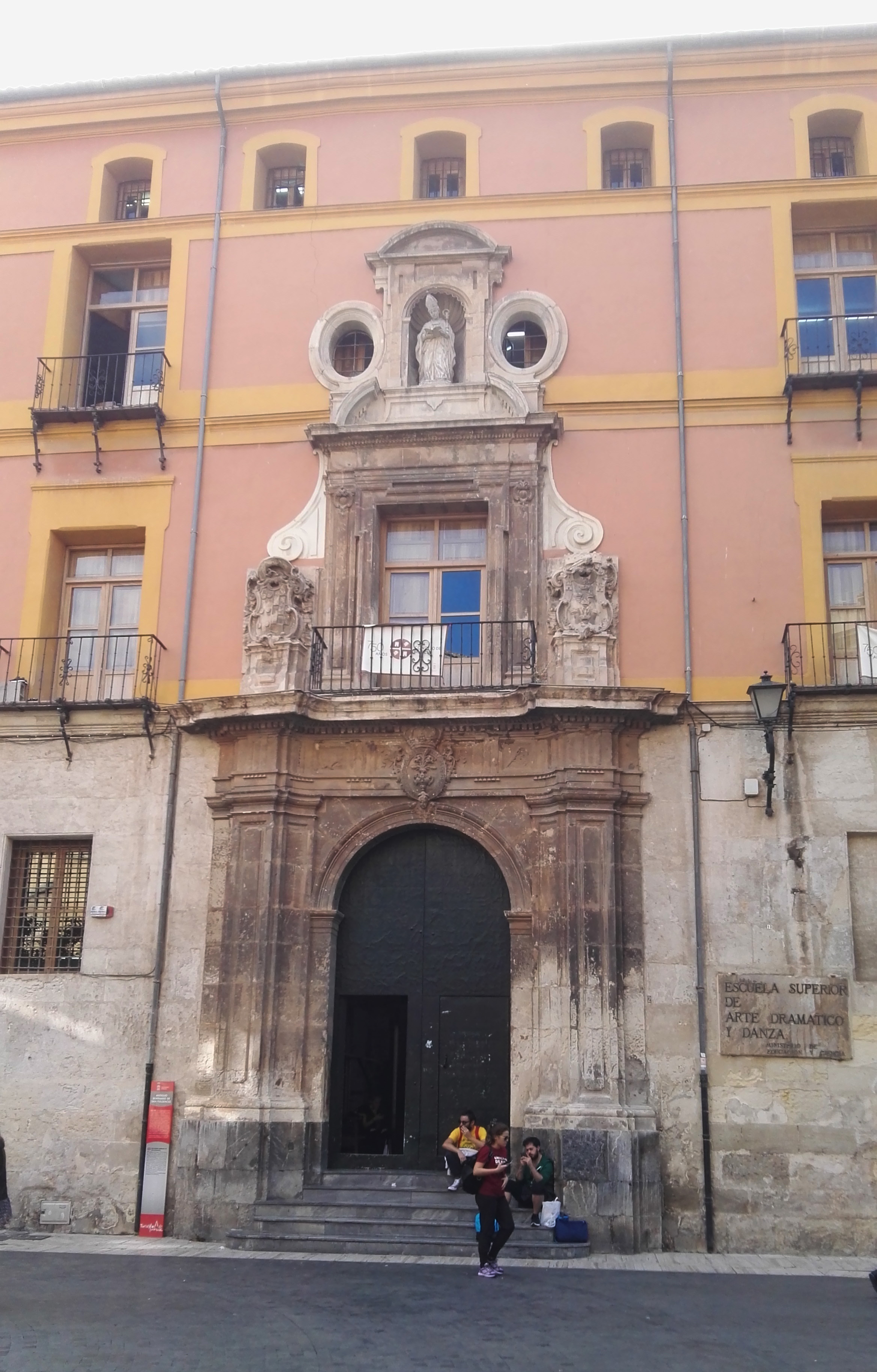
Portada principal del antiguo Seminario Mayor de San Fulgencio

De su fachada principal destaca la típica utilización de materiales y estructura ya vista en otros inmuebles de la ciudad como el susodicho Palacio Episcopal. Una de las novedades de la misma es la conjunción de colores que se utilizan como revoco, algo típico del barroco murciano. 
La portada, realizada en piedra, recorre tres de los cuerpos de la fachada y se organiza en otros tantos niveles, de anchura decreciente. A partir de un ingreso en arco de medio punto con pilastras de orden dórico campea encima un balcón flanqueado por los escudos de la ciudad de Murcia y del obispo Sancho Dávila y volutas superpuestas, que enlazan con el remate en edículo coronado por frontón curvo y óculos laterales. En el referido edículo u hornacina se sitúa la imagen de San Fulgencio. Las características menos decorativas y más severas de la portada muestran la transición entre el barroco y el neoclasicismo.
Su fachada posterior, situada en el paseo del Teniente Flomesta, ribereño al río Segura, utiliza el ladrillo visto como elemento constructivo, de la misma manera que el contiguo Colegio de Teólogos. Ambos poseen en esta zona una portada trasera de semejante factura, a base de dos cuerpos, el inferior compuesto por arco de medio punto entre pilastras con capiteles de ménsula y frontón curvo roto de coronamiento sobre un ventanal central con escudos a cada lado.